# Súids
Els súids o suids (Suidae) formen una família de mamífers suïns. Aparegueren en l'Oligocè i inclouen animals com ara el porc o la babirussa.

## Gèneres i espècies vivents i recents
- Gènere Babyrousa
  - Babyrousa babyrussa
- Gènere Celebochoerus †
  - C. cagayanensis †
  - C. heekereni †
- Gènere Hylochoerus
  - Hylochoerus meinertzhageni
- Gènere Phacochoerus
  - Phacochoerus aethiopicus
  - Phacochoerus africanus
- Gènere Porcula
  - Porcula salvania
- Gènere Potamochoerus
  - Potamochoerus larvatus
  - Potamochoerus porcus
- Gènere Sus
  - Sus barbatus
  - Sus bucculentus
  - Sus cebifrons
  - Sus celebensis
  - Sus heureni
  - Sus philippensis
  - Sus scrofa
  - Sus verrucosus